# Micropanchax keilhacki
Micropanchax keilhacki és una espècie de peix de la família dels pecílids i de l'ordre dels ciprinodontiformes.

## Morfologia
Els mascles poden assolir els 2,5 cm de longitud total.

## Distribució geogràfica
Es troba a Àfrica: Togo.

## Estat de conservació
La desforestació podria ser un problema potencial per a aquesta espècie.